# Ворота Арктики (терминал)
Ворота Арктики — круглогодичный стационарный морской ледостойкий отгрузочный терминал для отгрузки нефти Новопортовского месторождения, находящийся в акватории Обской губы у села Мыс Каменный.

## Описание
Терминал был построен осенью 2015 года с целью транспортировки нефти Новопортовского месторождения в страны Европы морским путём. Для функционирования объекта были выстроены два, морской и сухопутный, нефтепровода, а также насосные станции и резервуарный парк. Чтобы заводить танкеры в Обскую губу, были построены специальные ледоколы. Мощность сооружения составила 8,5 млн тонн нефти в год. Терминал был запущен в 2016 году. За первый год работы было отгружено почти 4,5 млн тонн нефти сорта Novy Port. К 2030 году планируется увеличит объёмы до 80 млн тонн. Терминал расположен в 700 км от существующей нефтетранспортной системы и в 300 км от порта Сабетта. Поступление продукции с суши на терминал производится по 2 ниткам утеплённого подводного нефтепровода с приёмо-сдаточного пункта (ПСП), расположенного на расстоянии 3,5 км (Мыс Каменный). Высота терминала составляет 80 метров, из них 17 — под водой.

## Значение
По сведениям Вести.ру, данный нефтеналивной терминал — единственный в своём роде, построенный в экстремальных погодных условиях крайнего севера.[уточнить] Терминал может иметь большое значение для освоения шельфовых месторождений Арктики, в частности, Новопортовского, а также наращивания нефтеперевозок в страны Европы морским путём.